# Alchevsk
Alchevsk (tiếng Ukraina: Алчевськ, tiếng Ba Lan:, tiếng Nga: Алчевск) là một thành phố Ukraina. Thành phố thuộc tỉnh Luhansk ở phía đông của Ukraina. Dân số theo điều tra năm 2001 là 119.193 người. Thành phố có cự ly 45 km so với tỉnh lỵ Luhansk.